# Beat Rietmann
Beat Rietmann (24 oktober 1961) is een Zwitsers voormalig voetballer die speelde als verdediger.

## Carrière
Rietmann speelde heel zijn loopbaan voor FC St. Gallen, in de negen seizoenen dat hij er speelde 239 wedstrijden en kon daarin 14 keer scoren.
Hij speelde zeven interlands voor Zwitserland waarin hij niet kon scoren.